# Fulvio Centoz
Fulvio Centoz (pron. fr. AFI: [sɑ̃to]) (Aosta, 4 febbraio 1975) è un politico italiano, sindaco di Aosta dall'11 maggio 2015 al 6 ottobre 2020.

## Biografia
Nato ad Aosta il 4 febbraio 1975, si è laureato in giurisprudenza presso l’Università degli studi di Pavia.
Dopo aver lavorato per alcuni studi legali di Aosta, nel 2008 diventa funzionario amministrativo presso l'Ufficio del Difensore civico della Valle d’Aosta.

### Carriera politica
Ricopre dal 2010 al 2015 la carica di sindaco di Rhêmes-Notre-Dame.
Dal febbraio 2014 al novembre 2015 è stato segretario regionale del Partito Democratico.
Il 10 maggio 2015, vince al primo turno con 8935 voti pari al 54,18%, diviene sindaco della città di Aosta guidando una coalizione di centro-sinistra composta da Partito Democratico, Union Valdôtaine, Stella Alpina e la lista civica Creare VDA.
Alla fine del 2019 annuncia la volontà di candidarsi per un secondo mandato senza però ricevere l'appoggio delle forze politiche componenti l'attuale maggioranza. Tuttavia, nel luglio del 2020, a seguito della decisione del Partito Democratico e dell'Union Valdôtaine di proporre come candidato sindaco Gianni Nuti, Centoz decide di fare un passo indietro, facilitando la candidatura di Nuti.
Nel maggio del 2024, in occasione delle elezioni europee, viene candidato nella lista del PD per la circoscrizione nord-occidentale.